# Nuez de areca

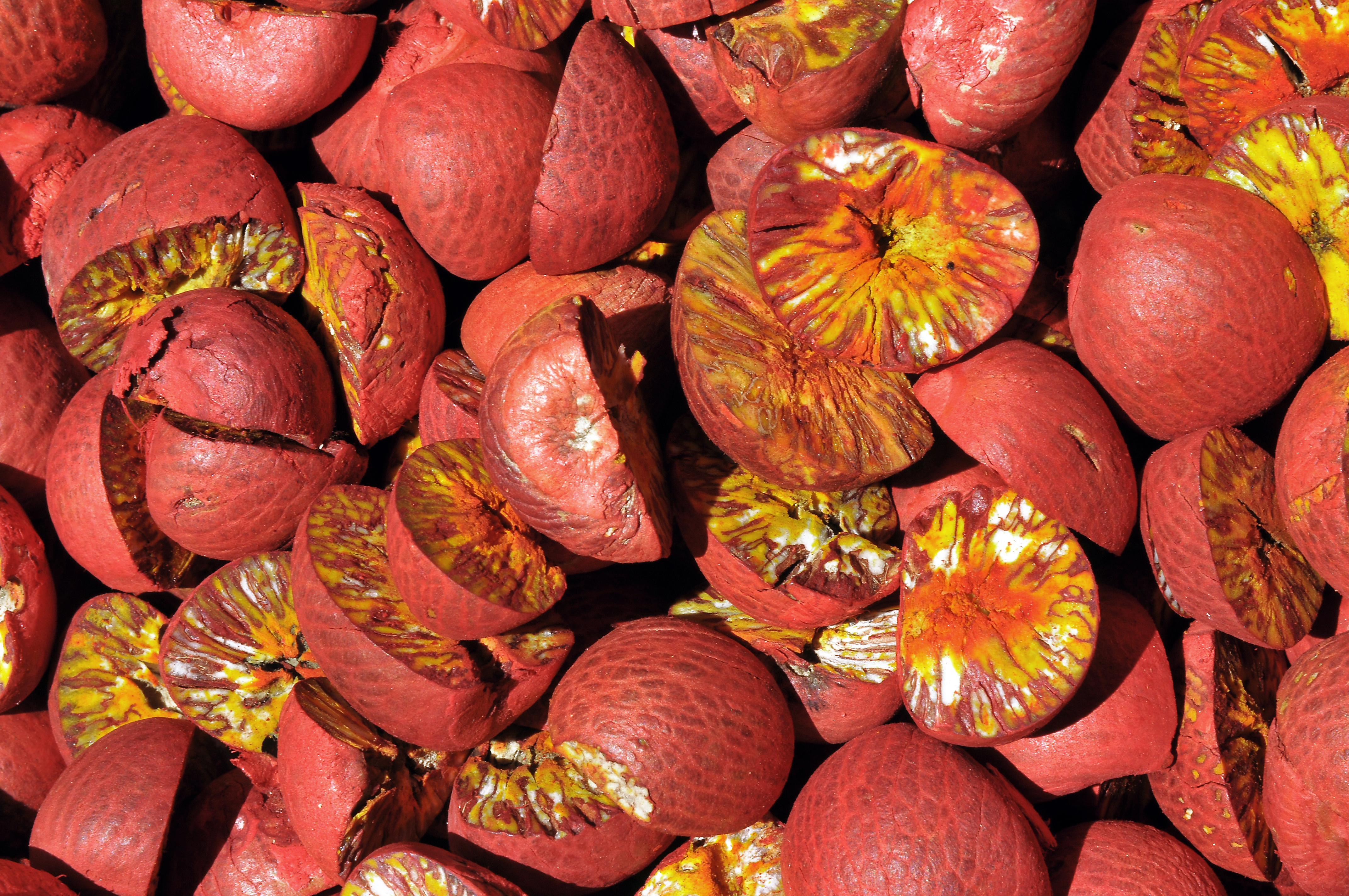
Nueces de areca

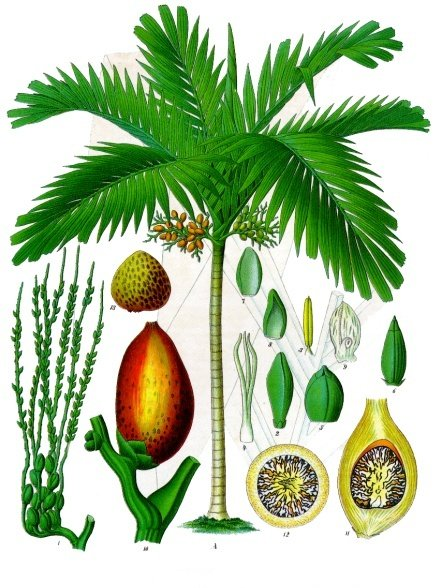
Dibujo del de la palmera areca y su nuez

La nuez de areca es el fruto de la palmera areca (Areca catechu), que crece en gran parte del Pacífico tropical (Melanesia y Micronesia), el sur de Asia, el sudeste asiático y partes del este de África. Se conoce comúnmente como nuez de betel, que no debe confundirse con las hojas de betel (Piper betle) que suelen utilizarse para envolverla.
La costumbre de masticar la nuez junto con otras hierbas como droga psicoactiva se remonta a miles de años en el sur y el sudeste de Asia, y continúa hasta nuestros días en muchos países.
Su consumo tiene muchos efectos nocivos para la salud y es cancerígeno para el ser humano. Diversos compuestos presentes en el fruto seco, incluida la arecolina (el principal ingrediente psicoactivo, similar a la nicotina), contribuyen a producir cambios histológicos en la mucosa oral. Se sabe que es un importante factor de riesgo de cáncer (carcinoma de células escamosas) de boca y esófago. Al igual que ocurre con el tabaco de mascar, se desaconseja su consumo mediante medidas preventivas. Su consumo por cientos de millones de personas en todo el mundo, principalmente de origen sudasiático o del sudeste asiático, se ha descrito como una "emergencia de salud pública mundial desatendida".

## Etimología
El término areca procede de las lenguas dravídicas, cuyos cognados son:
Malayalam: അടയ്ക്ക, romanizado: aṭaykka
Kannada: ಅಡಿಕೆ, romanizado: adike
Tulu: ಬಜೆಕಾಯಿ, romanizado: bajekai
Tamil: அடைக்காய், romanizado: aḍaikkāy
Los términos se remontan al siglo XVI, cuando marineros holandeses y portugueses llevaron la nuez de la India a Europa.
En Palaos también se conoce como Elaus.

## Descripción
La nuez de areca no es un verdadero fruto seco, sino la semilla de un fruto clasificado como baya. Se comercializa seca, curada y fresca. Cuando la cáscara del fruto fresco es verde, la nuez que contiene es lo bastante blanda para cortarla con un cuchillo normal. En el fruto maduro, la cáscara se vuelve amarilla o naranja y, al secarse, el interior se endurece hasta adquirir una consistencia similar a la madera. En ese momento, la nuez de areca sólo puede cortarse con un cortador especial parecido a unas tijeras.

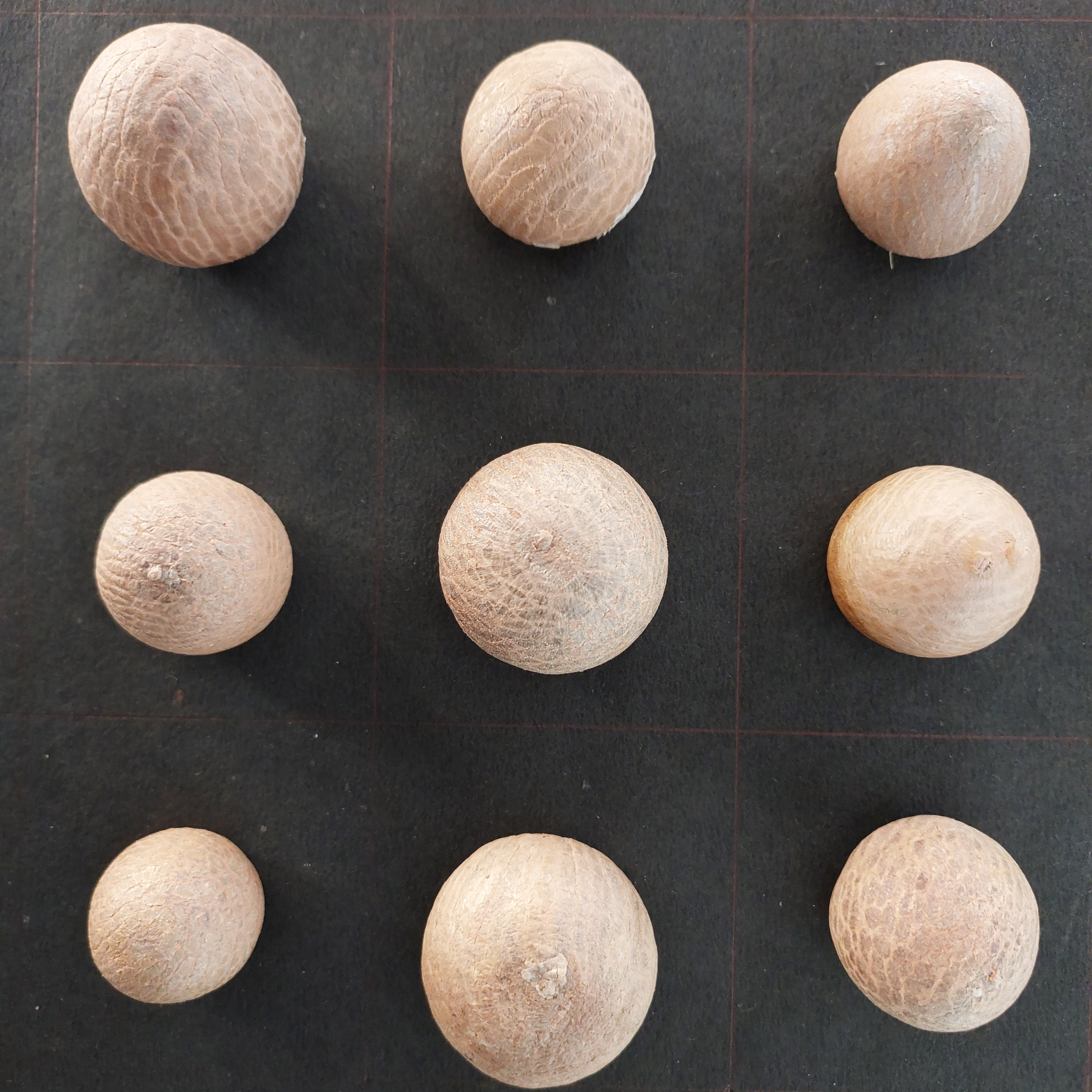
Nuez de areca (betel)

Normalmente, para masticarla, se envuelven unas rodajas de nuez en una hoja de betel junto con hidróxido de calcio (cal apagada) y puede incluir clavo, cardamomo, catechu (kattha) u otras especias para darle más sabor. La hoja de betel tiene un sabor fresco y picante, pero también puede ser amarga en distintos grados según la variedad.
Las nueces de areca se mastican con hoja de betel por sus efectos como estimulante suave, provocando una sensación de calor en el cuerpo y un ligero aumento del estado de alerta, aunque los efectos varían de una persona a otra.

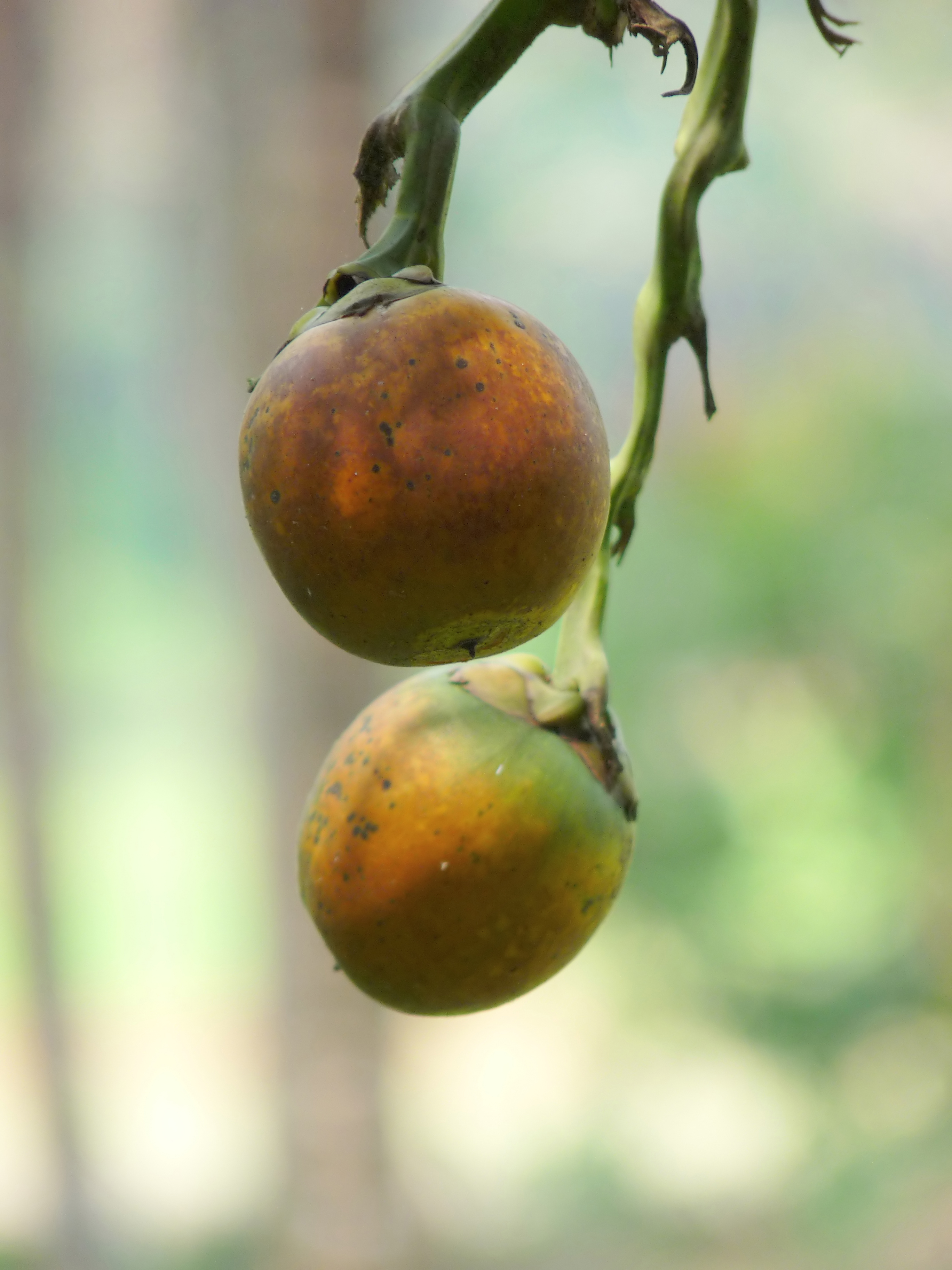
Frutos de areca colgando del árbol

En partes de India, Sri Lanka y el sur de China, la nuez de areca no sólo se mastica junto con la hoja de betel, sino que también se utiliza en la preparación de medicinas ayurvédicas y chinas tradicionales. La nuez de areca en polvo se utiliza como componente de algunos dentífricos. Otros usos tradicionales incluyen la eliminación de taenias y otros parásitos intestinales ingiriendo unas cucharaditas de nuez de areca en polvo, bebida como decocción, o tomando comprimidos que contienen los alcaloides extraídos. Según la medicina tradicional ayurvédica, masticar nuez de areca y hojas de betel es un buen remedio contra el mal aliento. El diplomático Edmund Roberts observó que los chinos mezclaban nuez de areca con Uncaria gambir durante su visita a China en la década de 1830. Después de masticar una nuez de betel, se suele escupir el residuo rojo. Por ello, en algunos lugares se ha prohibido masticar esta nuez para evitar el mal aspecto.

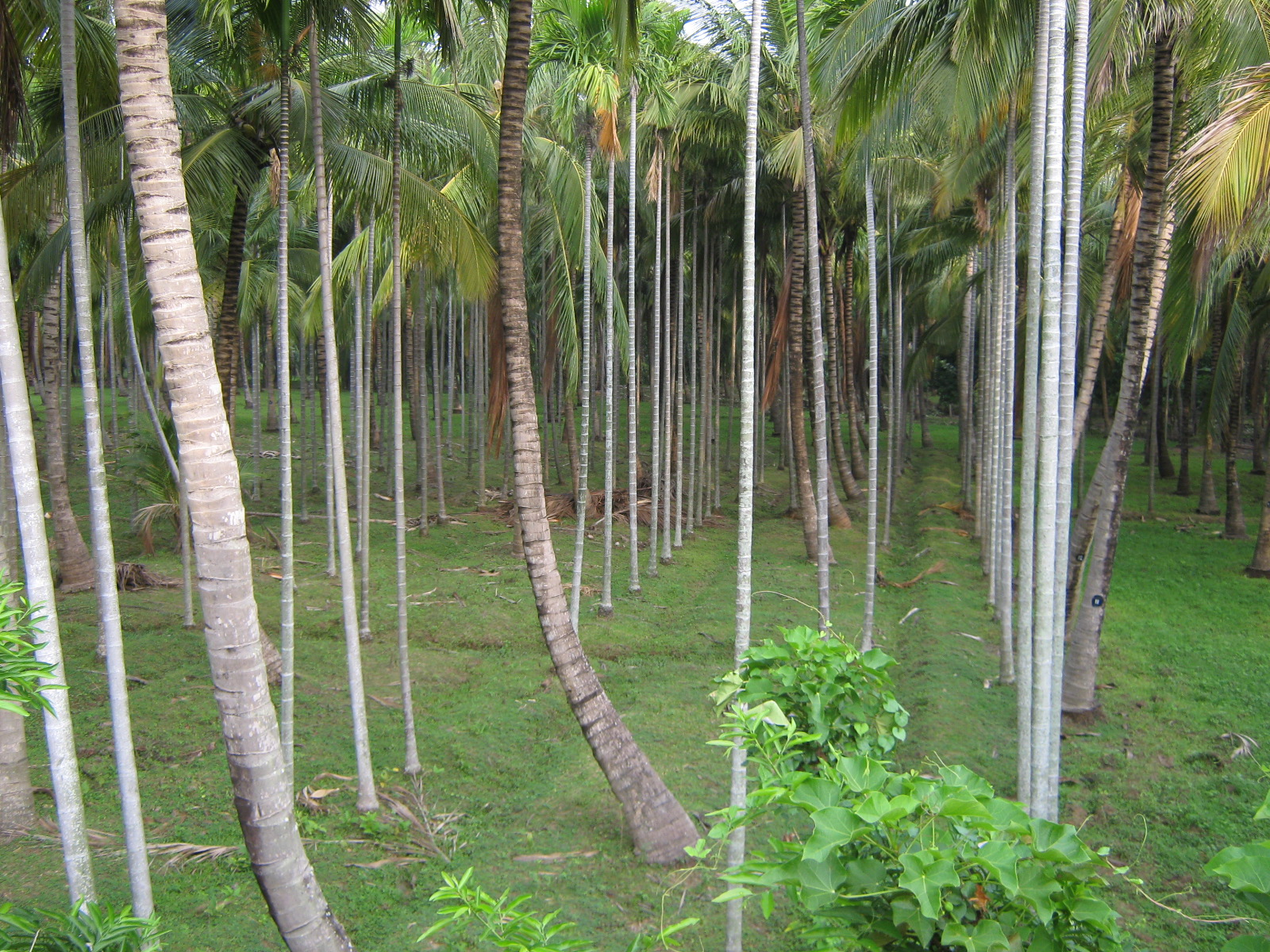
Plantación de nuez de areca en la India

## Composición química
El principal alcaloide de la nuez de betel es la arecolina. Existen otros compuestos, como la arecaidina, la guvacina, la isoguvacina y la guvacolina. Los taninos presentes en la nuez de betel son principalmente proantocianidinas, junto con catequinas y arecataninos. Recientemente se han descubierto dos nuevos alcaloides, denominados acatechu A y acatechu B. También se han identificado varios compuestos no alcaloides, como bencenoides, terpenos, ácidos, aldehídos, alcoholes y ésteres.

## Efectos sobre la salud

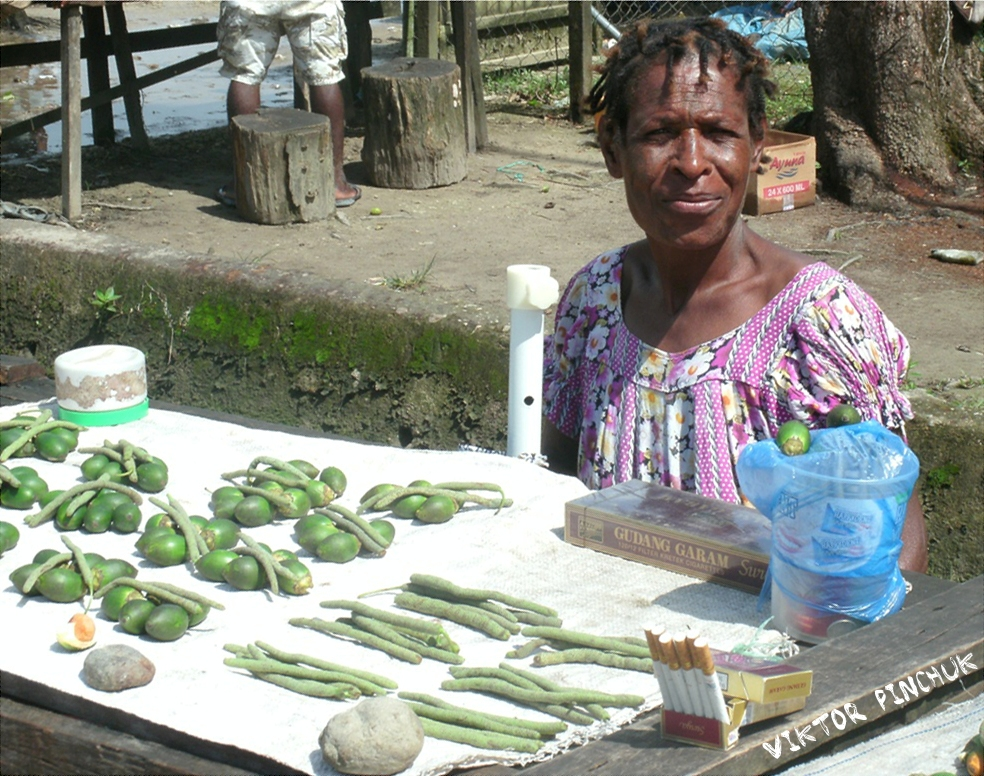
Vendedora de nueces de betel (Vanimo, Papúa Nueva Guinea)

Las razones del inicio del consumo de nuez de areca parecen implicar factores psicosociales complejos.
El consumo de nueces de areca puede provocar diversos efectos adversos y patología.

Efectos sistémicos de la nuez de areca

La nuez de areca afecta a casi todos los órganos del cuerpo humano, incluidos el cerebro, el corazón, los pulmones, el tracto gastrointestinal y los órganos reproductores. Provoca o agrava afecciones preexistentes como lesiones neuronales, infarto agudo de miocardio, arritmias cardiacas, hepatotoxicidad, asma, obesidad central, diabetes de tipo II, hiperlipidemia, síndrome metabólico, etc. La nuez de areca afecta al sistema endocrino, provocando hipotiroidismo, hiperplasia de próstata e infertilidad. Afecta al sistema inmunitario, provocando la supresión de la actividad de las células T y la disminución de la liberación de citoquinas. Tiene efectos nocivos para el feto cuando se consume durante el embarazo.
Garg et al. (2014)

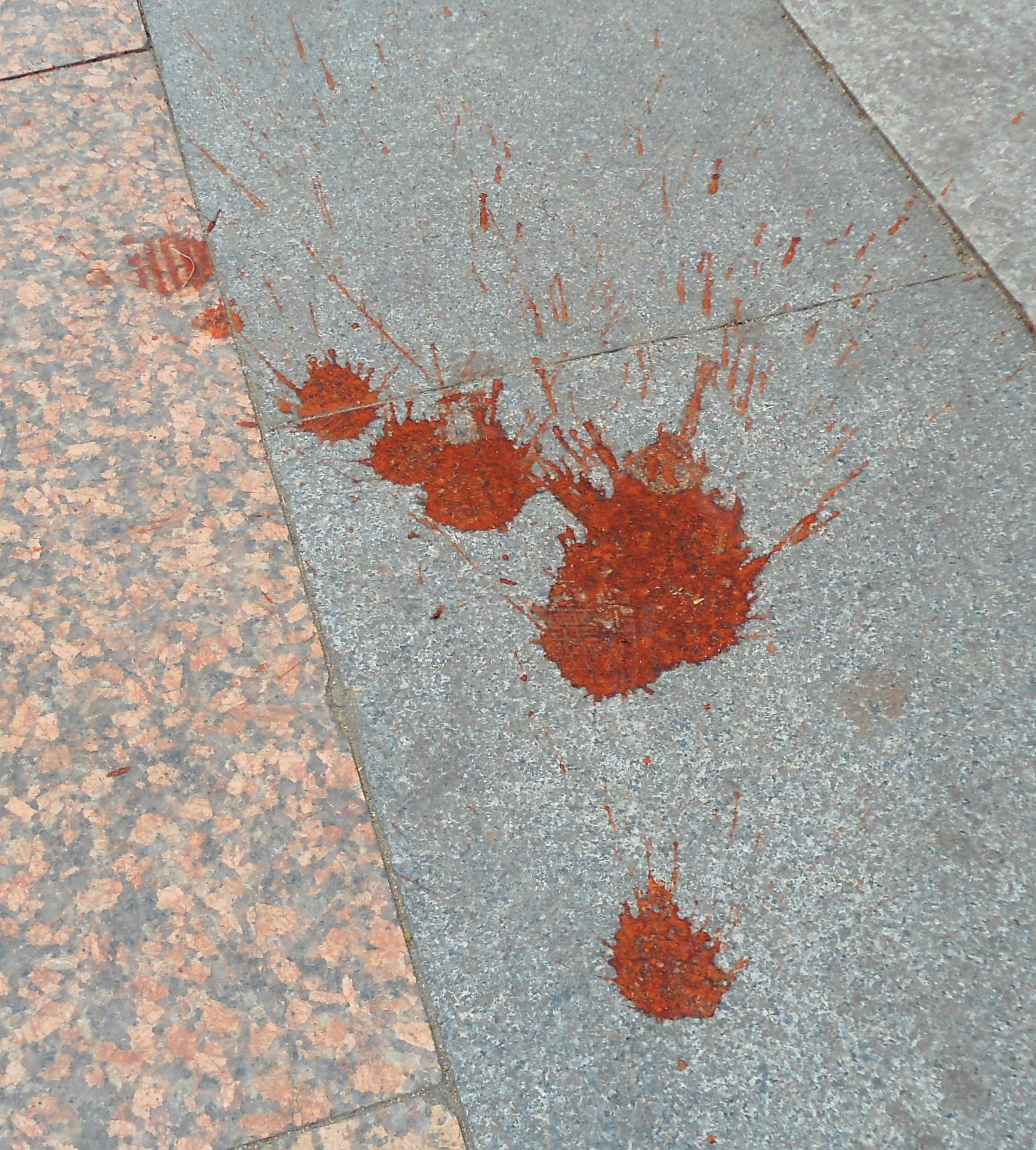
El masticar la nuez de betel produce un residuo rojo que se escupe

Estudios realizados en Asia han establecido una asociación entre la masticación habitual de nueces de areca y el cáncer oral y un mayor riesgo de cirrosis y carcinoma hepatocelular. Masticar nueces de areca es causa de fibrosis submucosa oral, una lesión premaligna que puede evolucionar a cáncer de boca. También se ha relacionado con el cáncer de garganta.

Además, puede aumentar el riesgo de cáncer de hígado, boca, esófago, estómago, próstata, cuello uterino y pulmón. El consumo de nuez de areca puede aumentar el riesgo de enfermedad renal crónica en los hombres, así como con informes sobre el síndrome de leche-alcalina.

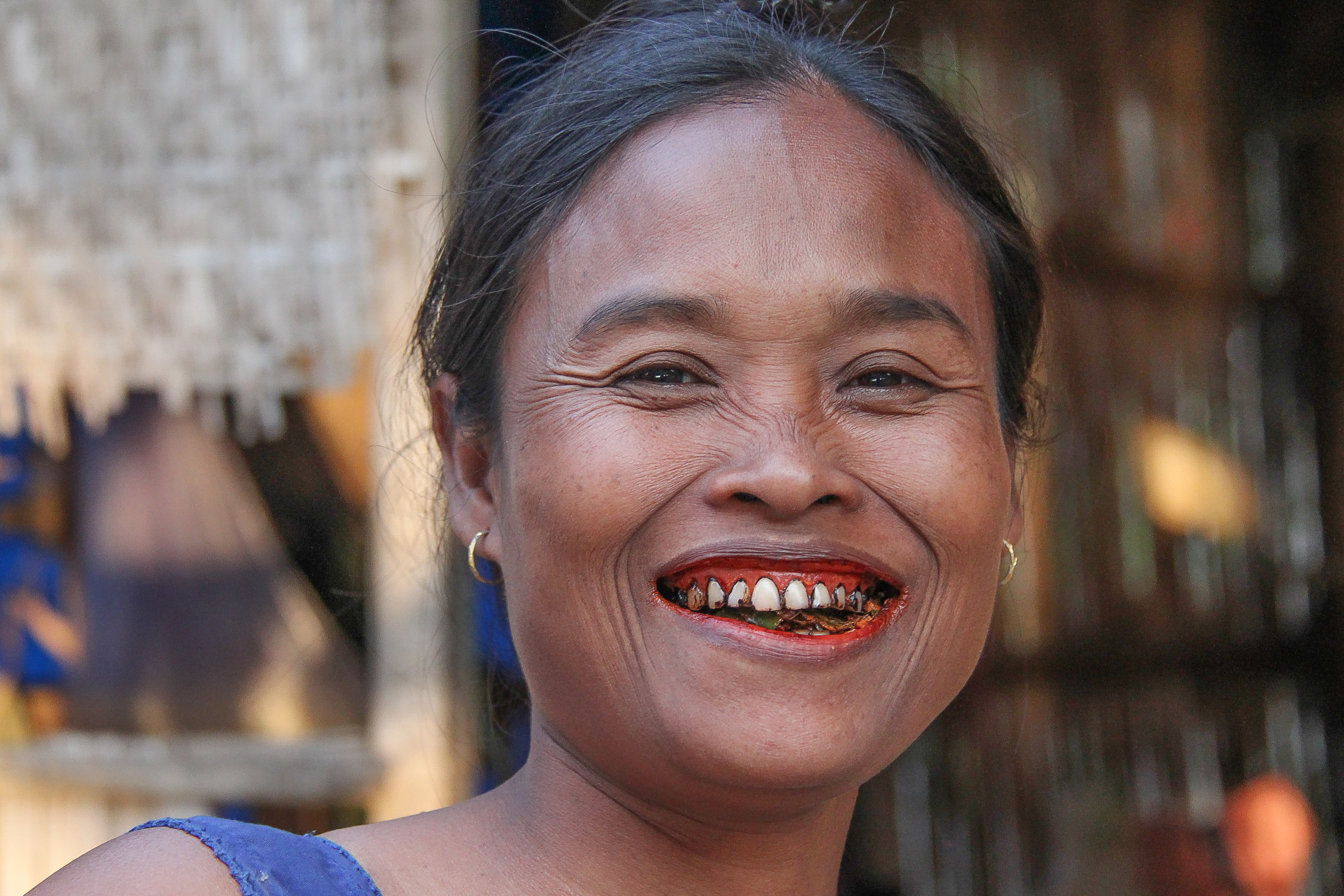
Una mujer con los característicos dientes y encías teñidos de rojo por el consumo prolongado.

El daño causado por el consumo de la palmera areca por cientos de millones de personas en todo el mundo (principalmente con orígenes y conexiones en el sur y el este de Asia) se ha caracterizado como una "emergencia de salud pública mundial desatendida".

### Durante el embarazo
Consumir tabaco o nueces de areca durante el embarazo aumenta significativamente los resultados adversos para el bebé. El hábito se asocia con una mayor incidencia de partos prematuros y bajo peso y talla al nacer. Biológicamente, estos efectos pueden ser consecuencia de la arecolina que se encuentra en las nueces de areca. El hábito también expone al feto a otros componentes tóxicos relacionados con el cáncer.

## Tradición

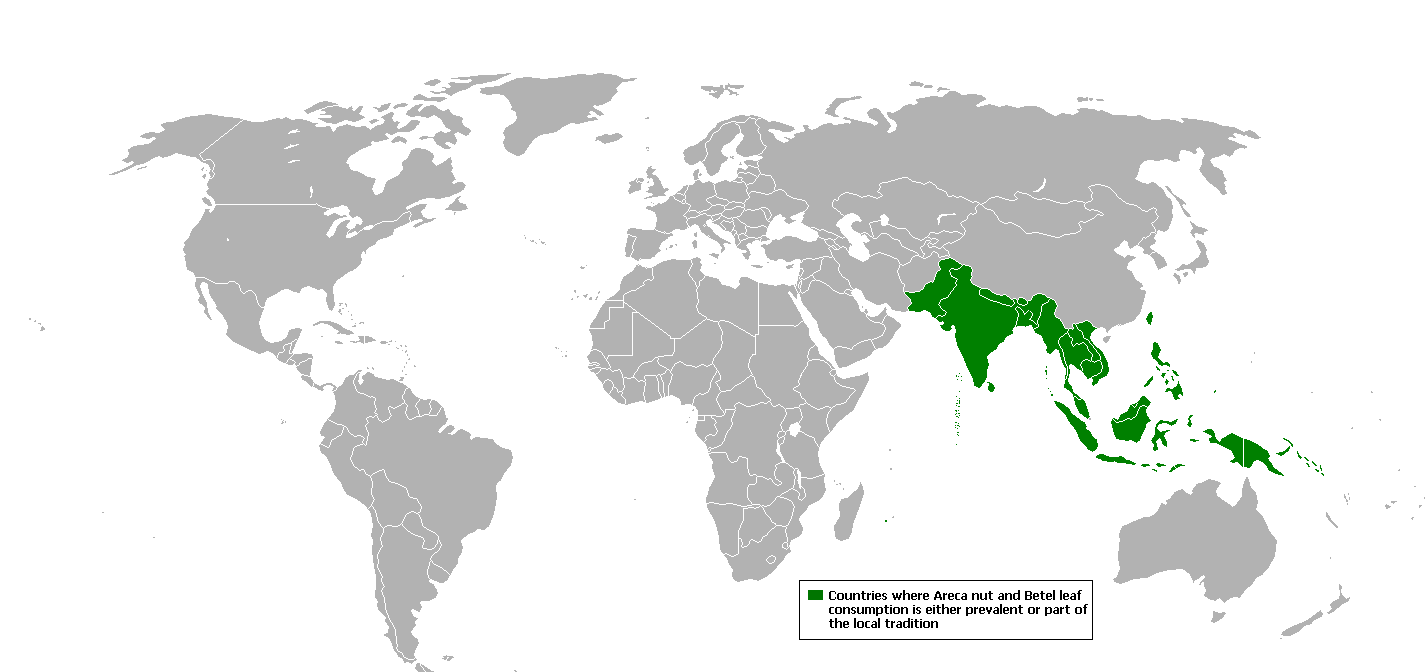
Zonas del mundo donde es común el uso de la nuez de areca

Masticar la mezcla de nuez de areca y hoja de betel constituye una actividad cultural importante y popular en muchos países de Asia meridional, Asia sudoriental, Asia oriental y Oceanía. No se sabe por qué ni cuándo se combinaron por primera vez la nuez de areca y la hoja de betel en una droga psicoactiva. Las pruebas arqueológicas de Tailandia, Indonesia y Filipinas sugieren que se han utilizado conjuntamente durante al menos 4000 años.
La prueba inequívoca más antigua de la masticación del betel procede de Filipinas. Concretamente, la de varios individuos hallados en un pozo funerario de la cueva de Duyong, en la isla de Palawan, datada en torno a 2680±250 a. C.. La dentición de los esqueletos está manchada, típica de los masticadores de betel. La tumba también incluye conchas de Anadara utilizadas como recipientes de cal, una de las cuales aún contenía cal. Los yacimientos funerarios de Bohol datados en el primer milenio de la era cristiana también muestran las manchas rojizas características de la masticación del betel. Basándose en pruebas lingüísticas de cómo el término protoaustronesio reconstruido *buaq, que originalmente significaba "fruta", pasó a referirse a la "nuez de areca" en el proto-malayo-polinesio, se cree que la masticación de betel se desarrolló originalmente en algún lugar de Filipinas poco después del comienzo de la expansión austronesia (~3000 a. C.). Desde Filipinas, se extendió a Taiwán, así como al resto de Austronesia y a las culturas vecinas a través del comercio y la migración.

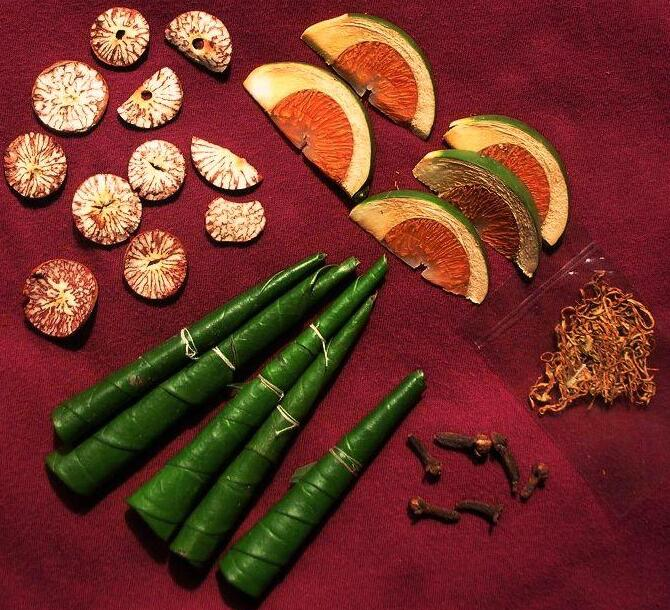
Muestra de los elementos que suelen incluirse en una sesión de masticación: Las hojas de betel se doblan de distintas formas según el país y la mayoría llevan un poco de hidróxido de calcio embadurnado en el interior. Arriba a la izquierda hay rodajas de nuez de areca seca y arriba a la derecha rodajas de nuez de areca tierna. La bolsa de la parte inferior derecha contiene tabaco, una introducción relativamente reciente.

En Vietnam, la nuez de areca y la hoja de betel son símbolos tan importantes del amor y el matrimonio que en vietnamita la frase "asuntos de betel y areca" (chuyện trầu cau) es sinónimo de matrimonio. La tradición de masticar nueces de areca inicia la charla entre los padres del novio y los de la novia sobre el matrimonio de la joven pareja. Por ello, las hojas y los jugos se utilizan ceremonialmente en las bodas vietnamitas. El cuento popular que explica el origen de esta tradición vietnamita ilustra bien la creencia de que la combinación de la nuez de areca y la hoja de betel es ideal hasta el punto de que son prácticamente inseparables, como un matrimonio idealizado.
Antiguamente, tanto en la India como en Sri Lanka, era costumbre de la realeza masticar nuez de areca con hoja de betel. Los reyes tenían asistentes especiales cuyo deber era llevar una caja con todos los ingredientes necesarios para una buena sesión de masticación. También existía la costumbre de que los enamorados masticaran juntos nuez de areca y hoja de betel, por sus propiedades refrescantes del aliento y relajantes. La masticación de la nuez y de la hoja adquirió así un simbolismo sexual. La nuez de areca representaba el principio masculino y la hoja de betel, el femenino. Considerada un ingrediente auspicioso en el hinduismo y en algunas escuelas budistas, la nuez de areca se sigue utilizando junto con la hoja de betel en ceremonias religiosas y también para honrar a personas en gran parte del sur de Asia.

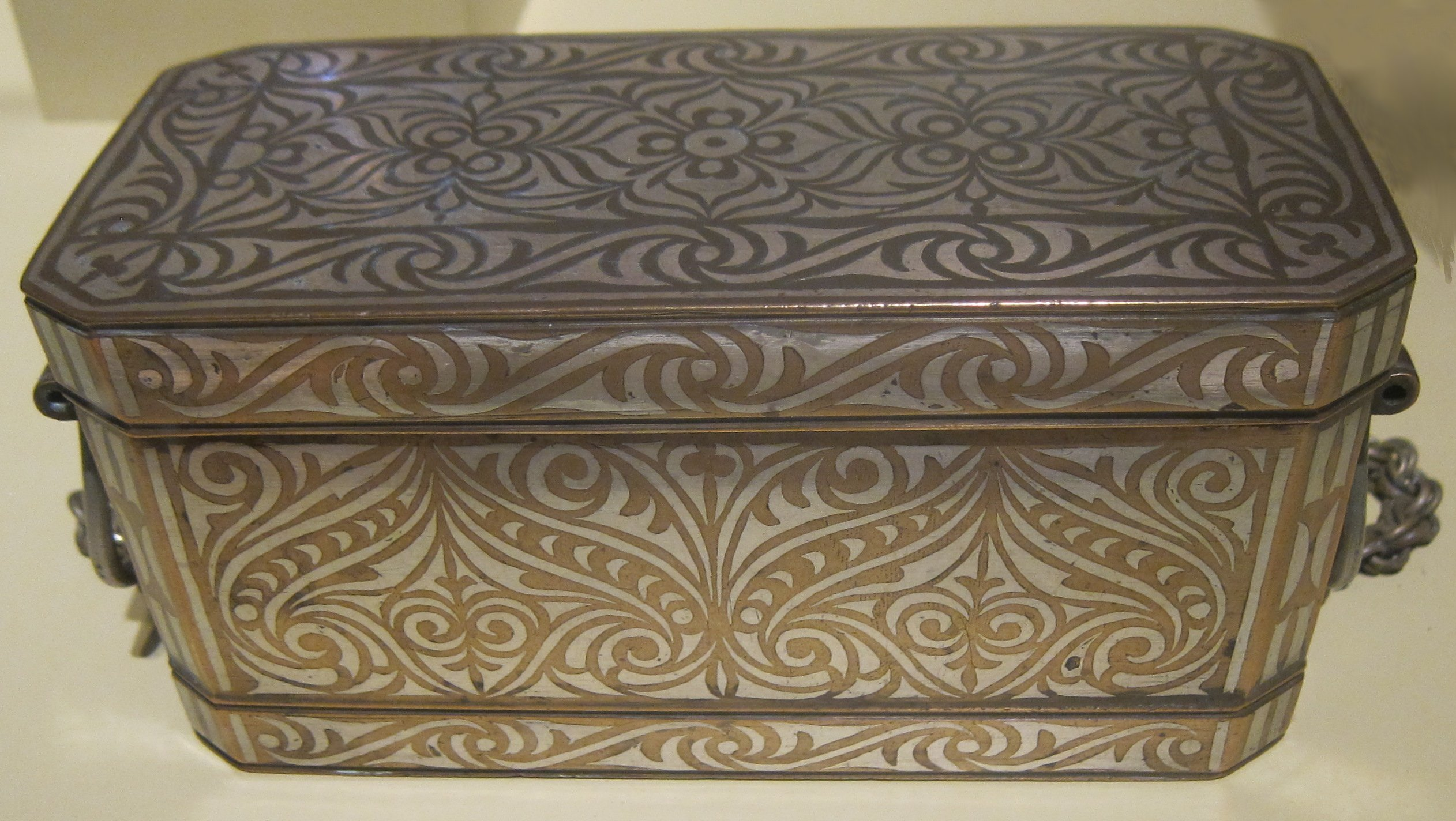
Caja de nueces de betel fabricada por los maranao filipinos.

En Assam, así como en la mayoría de sus estados vecinos del noreste, la nuez de areca se consume preferentemente en su forma fermentada, que supuestamente hace que el fruto sea más duro y dulce. La nuez cruda también puede comerse durante ciertas estaciones cuando no se dispone de la variedad fermentada, aunque tiene más importancia ritual. Los trozos de tamaño estándar de la nuez y la hoja suelen consumirse combinados con lima y un poco de tabaco. En Assam, la nuez y la hoja de betel tienen un valor cultural indispensable; ofrecer hoja y nuez de betel, (juntos conocidos como gua) constituye una parte del saludo social y la socialización. Es tradición ofrecer pan-tamul (hojas de betel y nuez de areca cruda) a los invitados nada más llegar, y después del té o las comidas, servido en un plato de latón con soportes llamado bota. En las sociedades tradicionales de Assam, llevar una bolsa de tamul-pan encima durante los viajes o las actividades agrícolas, y compartirla, era un requisito esencial. Entre los assameses, la nuez de areca también se utiliza en ceremonias religiosas y matrimoniales, como símbolo de fertilidad. Ningún ritual religioso está completo sin la ofrenda de tamul-pan a los dioses y espíritus, así como a los invitados reunidos. Una tradición de la Alta Assam consiste en invitar a los invitados a los banquetes de boda ofreciéndoles unas cuantas nueces de areca con hojas de betel. Durante el Bihu, cada familia ofrece nueces de areca y hojas de betel a los jugadores de husori mientras se les pide su bendición.

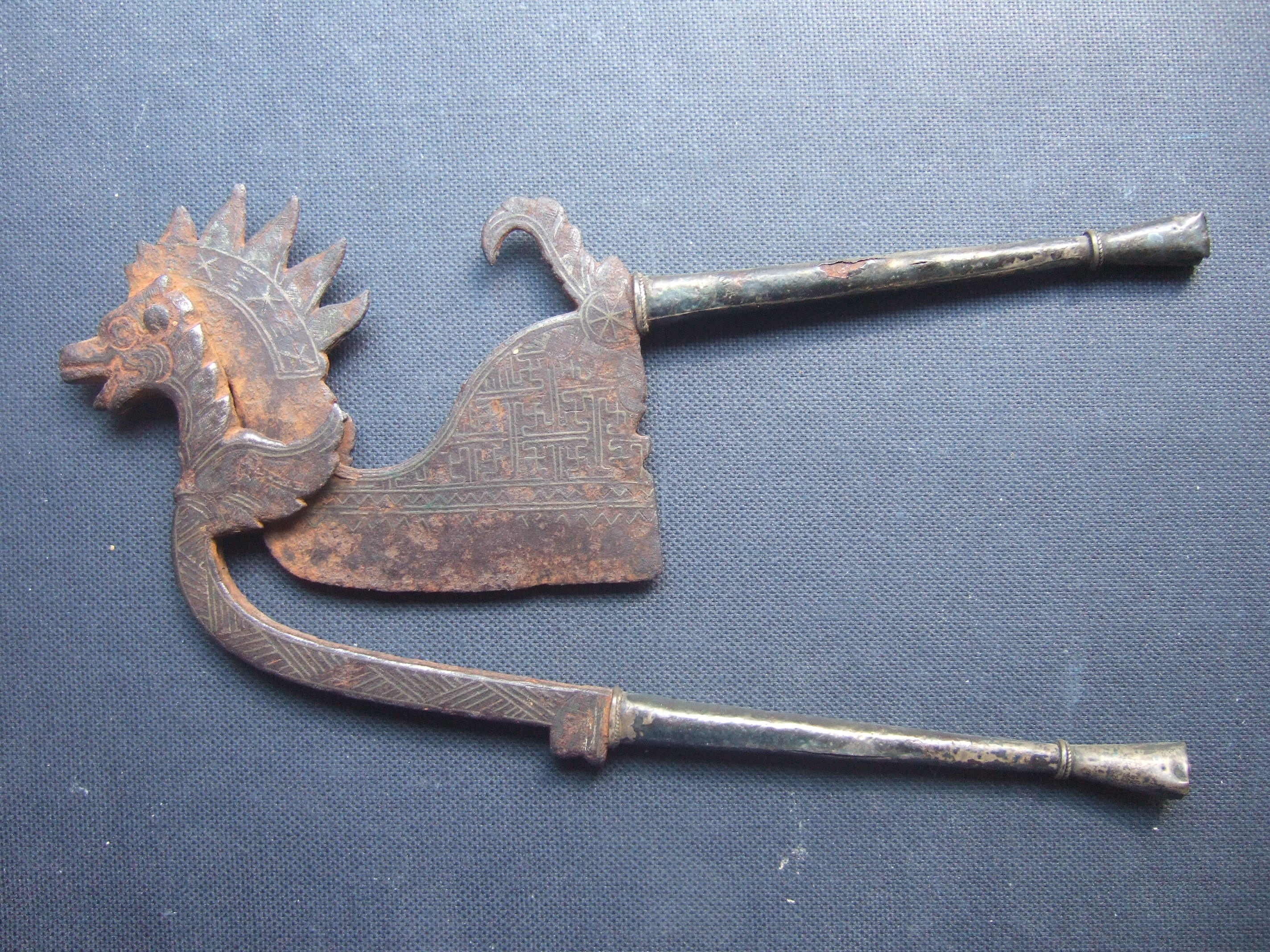
Cortador de nuez de areca de Indonesia.

El marino español Álvaro de Mendaña relató haber observado a los salomonenses masticando la nuez y la hoja con cal cáustica, y la forma en que el hábito les teñía la boca de rojo. Señaló que el simpático y genial jefe Malope, de la isla Santa Isabel, le ofrecía la combinación como muestra de amistad cada vez que se encontraban.

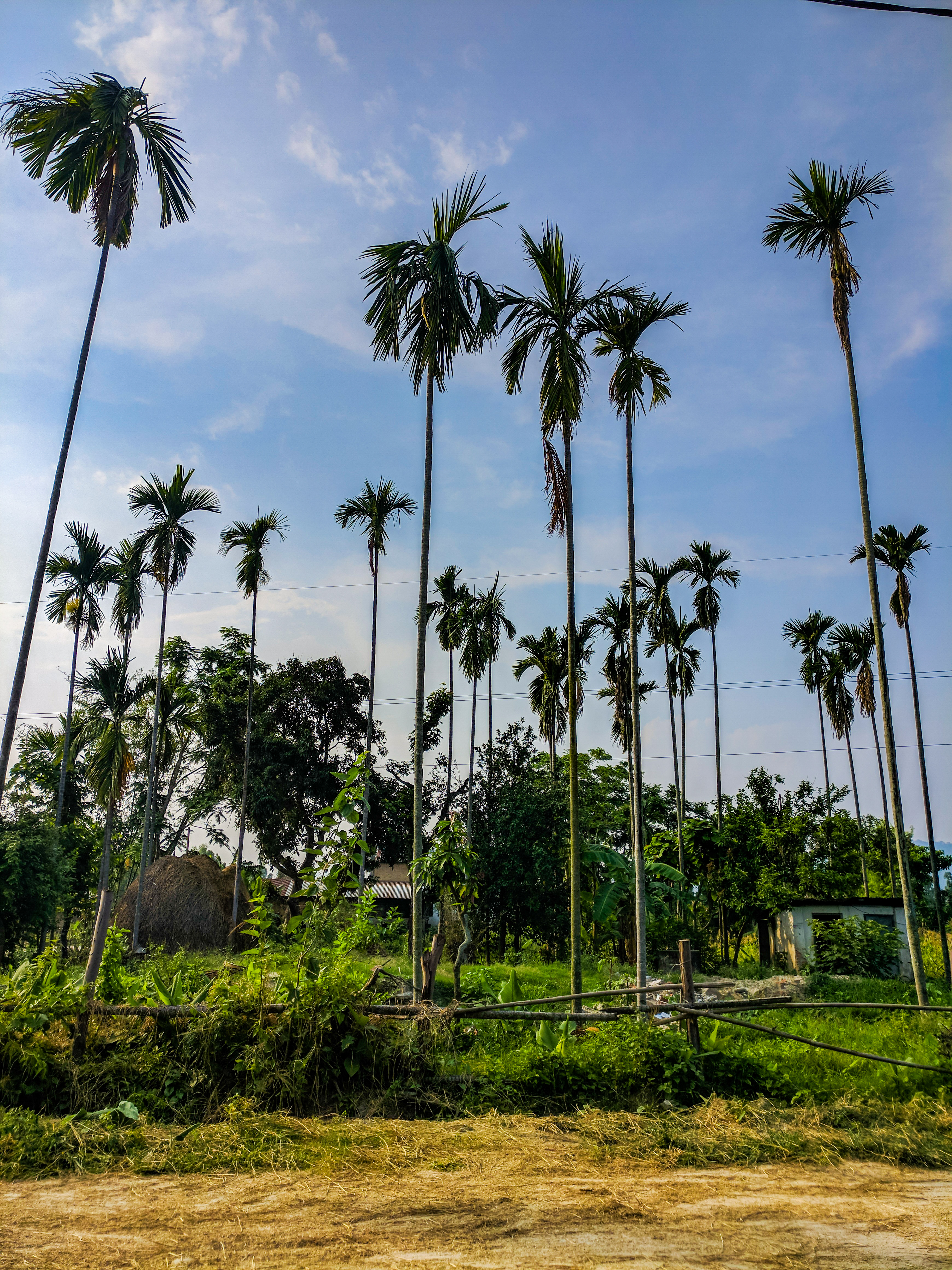
Plantación de nuez de areca en la región nepalí de Terai

En Bután, la nuez de areca se llama doma. La nuez de areca cruda, blanda y húmeda, es muy potente. Cuando se mastica puede provocar palpitaciones y vasoconstricción. Esta forma se come en las regiones bajas de Bután y en el norte de Bengala, donde se corta por la mitad y se introduce en una hoja de paan local con una generosa cantidad de cal. En el resto de Bután, la nuez cruda, con cáscara, se fermenta de forma que la cáscara se pudre y es fácil de extraer. El doma fermentado tiene un olor pútrido, que puede olerse a kilómetros de distancia. Tradicionalmente, esta fragante nuez se corta por la mitad y se coloca sobre un cono de hoja de betel local, al que se le pone un chorrito de lima. "Cuenta el mito que los habitantes de Bután, tradicionalmente conocido como Monyul, la tierra de los monpas donde no llegó el budismo, vivían de carne cruda, bebían sangre y masticaban huesos. Tras la llegada de Guru Rinpoche en el siglo VIII, impidió que la gente comiera carne y bebiera sangre y creó un sustituto que consiste en hoja de betel, lima y nuez de areca. Hoy, masticar doma se ha convertido en una costumbre. La doma se sirve después de las comidas, durante rituales y ceremonias. Se ofrece a los amigos y se masca en los lugares de trabajo por todos los sectores de la sociedad y se ha convertido en una parte esencial de la vida y la cultura butanesas".
La adición de hojas de tabaco a la mezcla masticable es una innovación relativamente reciente, ya que el tabaco no se introdujo desde América hasta la época colonial.

## Consumo moderno

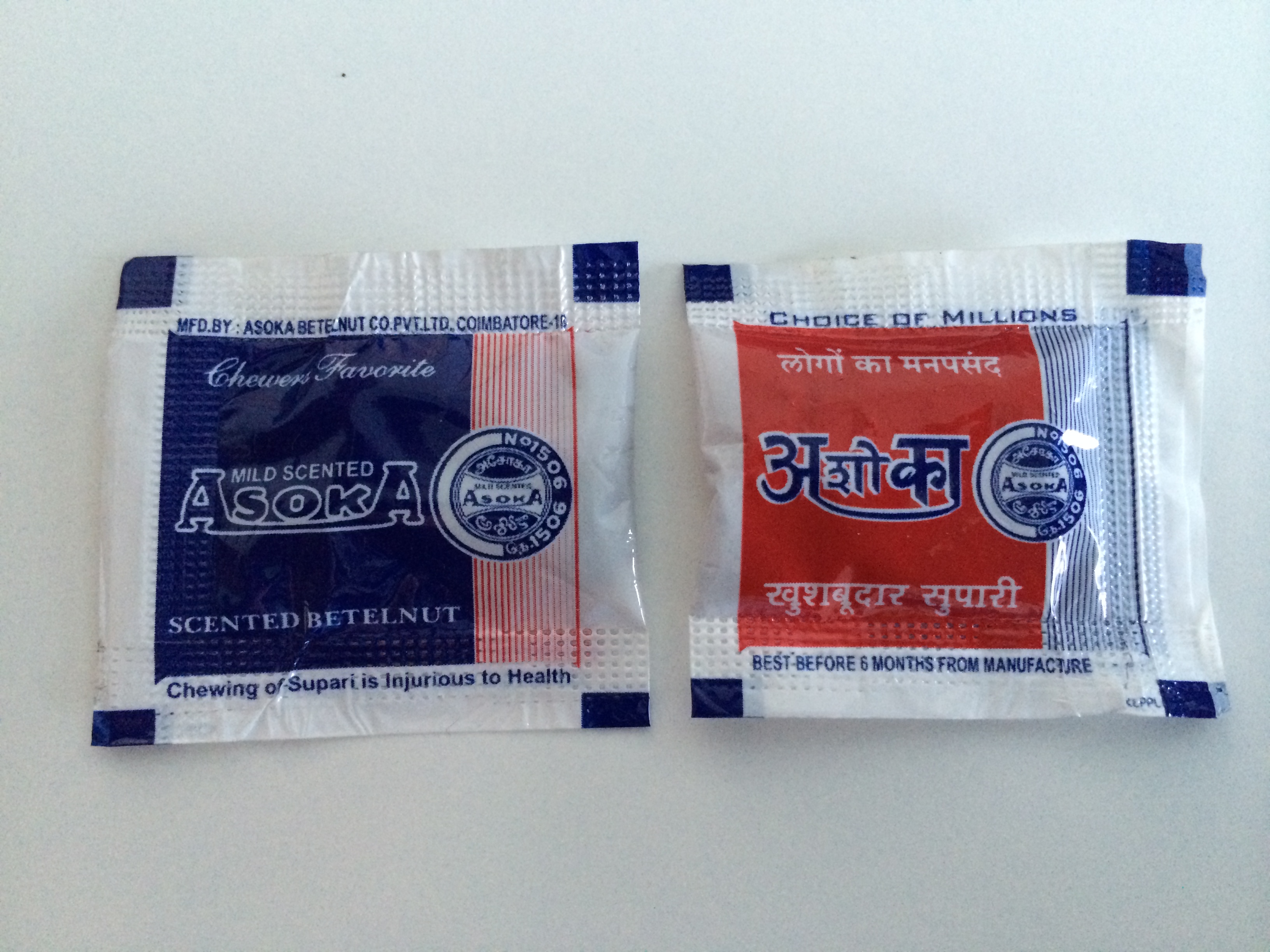
Nuez de areca en paquetes pequeños, normalmente etiquetada como nuez de betel en el sur de la India.

### Sur de Asia
En la India (el mayor consumidor de nuez de areca) y el resto del subcontinente indio, la preparación de la nuez con o sin hoja de betel se conoce comúnmente como paan. Está disponible prácticamente en todas partes y se vende en bolsitas listas para masticar llamadas pan masala o supari, que es la forma seca de la nuez de areca, como una mezcla de muchos sabores cuya base principal es la nuez de areca seca triturada en pequeños trozos. Los pobres, que pueden comer sólo cada dos días, lo utilizan para mitigar los dolores del hambre. El pan masala con una pequeña cantidad de tabaco se llama gutka. Las pequeñas bolsas de plástico de supari o gutka, fáciles de desechar, son un contaminante omnipresente en el medio ambiente del sur de Asia. Parte del líquido de la boca se suele eliminar escupiéndolo, lo que produce manchas rojas brillantes allí donde cae la expectoración.
En Maldivas, masticar nuez de areca es muy popular, pero escupirla está mal visto y se considera una forma poco refinada y repulsiva de masticar. Por lo general, la gente prefiere masticar rodajas finas de la nuez seca, que a veces se tuesta. El kili, una mezcla de nuez de areca, betel, clavo, cardamomo y azúcar, se vende en pequeñas bolsitas de papel caseras. Los ancianos que han perdido los dientes siguen "masticando" machacando la mezcla de nuez de areca y betel con un pequeño mortero.

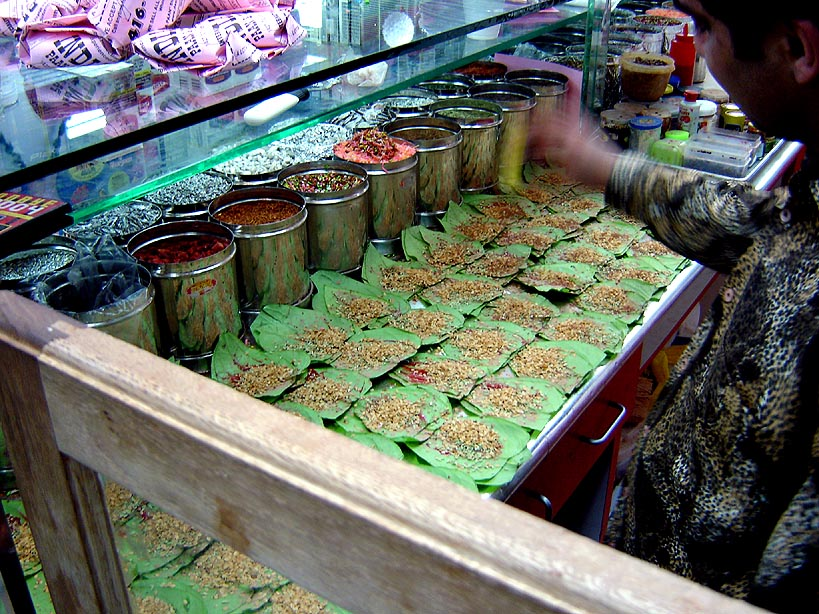
Tendero haciendo paan en una tienda india.

### Sudeste asiático
En Tailandia, el consumo de nuez de areca ha disminuido gradualmente en las últimas décadas. Las generaciones más jóvenes rara vez mastican esta sustancia, sobre todo en las ciudades. La mayor parte del consumo actual se limita a las generaciones mayores, en su mayoría personas de más de 50 años. Aun así, en los mercados se venden pequeñas bandejas de hojas de betel y rodajas de nuez de areca tierna, que se utilizan como ofrendas en los santuarios budistas.

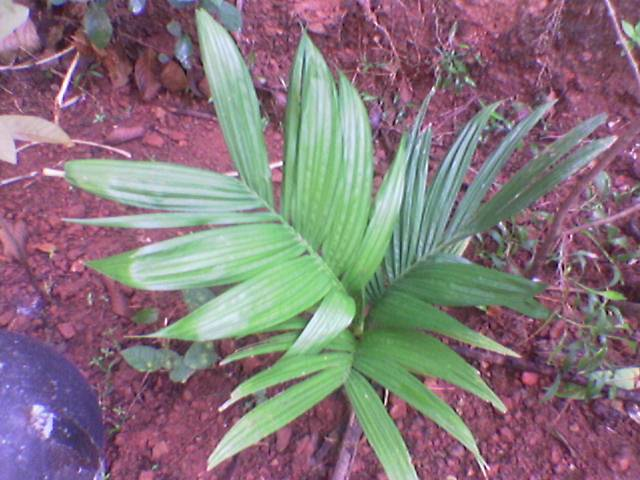
An Areca nut dwarf variety sapling, Kerala state, India

En el norte de Filipinas, sobre todo en la Región Administrativa de La Cordillera, mascar nueces de betel sigue siendo una práctica habitual, hasta el punto de que se han establecido restricciones y multas en zonas urbanas como la ciudad de Baguió, en la provincia de Benguet. Estas restricciones se hicieron bajo la idea de que mascar y escupir momma o moma (nuez de betel) es impropio durante las horas de trabajo de los conductores de transporte público y se considera una mancha para las carreteras y aceras de la ciudad. A pesar de estas restricciones, la nuez de betel prospera en todo el mercado cordillerano. Un ejemplo de su comercialidad puede observarse en Ifugao, una de las provincias de las Cordilleras filipinas, donde la nuez de betel es un producto muy demandado en las distintas ciudades y municipios de la provincia.
En bahasa indonesio, la nuez de betel se conoce como makan pinang, mientras que en la provincia indonesia de Papúa se conoce simplemente como pinang.

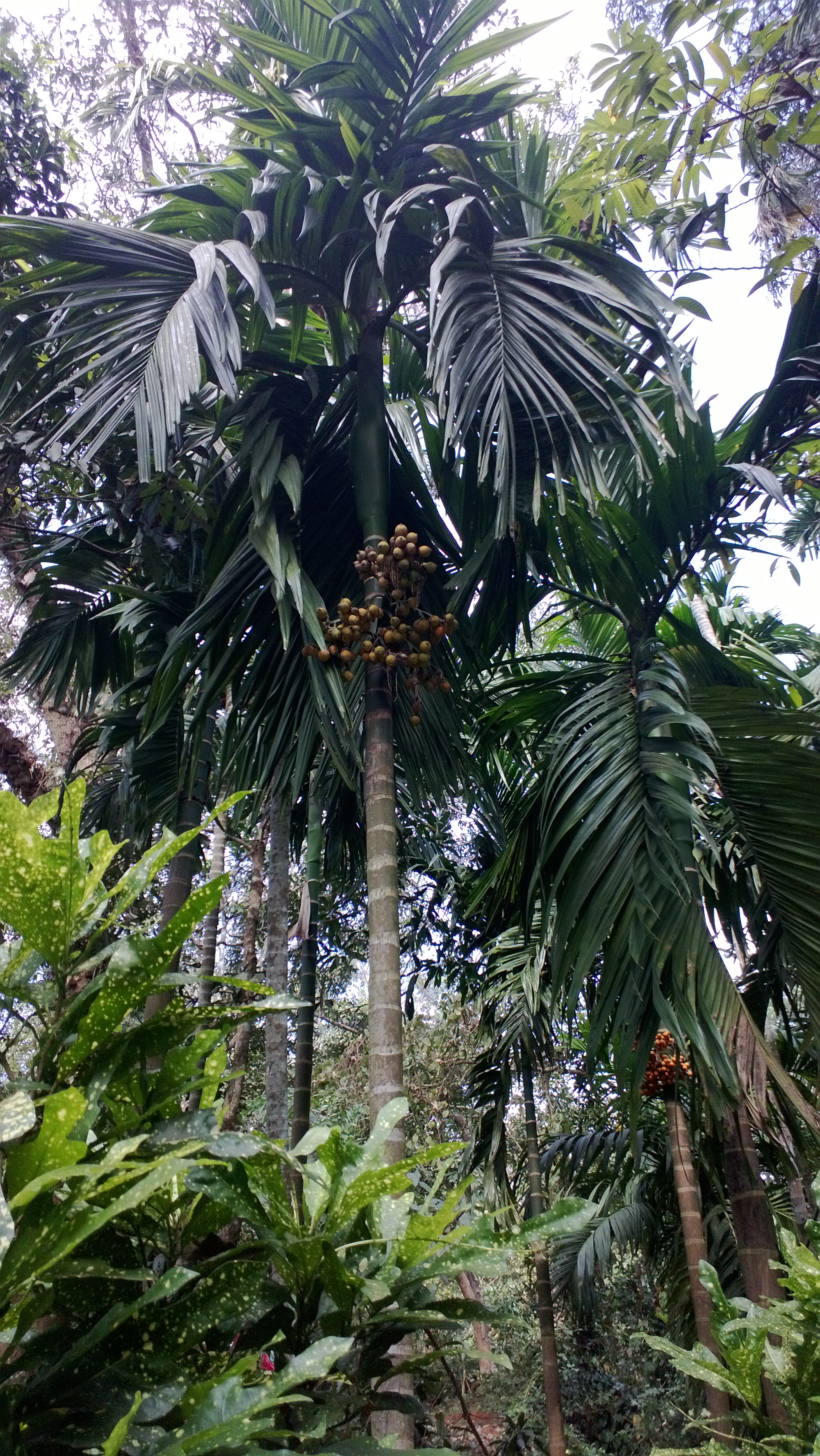
Cultivo de palma de betel en una plantación de especias en Curti, Goa, India

### Oceanía
En Papúa Nueva Guinea y las Islas Salomón, la nuez de areca fresca, la hoja de betel u "hoja de fruta" (daka en la primera) y la lima se venden en las esquinas. En estos países, la nuez de areca seca o aromatizada no es popular. 
En Tok Pisin, la nuez de betel se denomina buai, y crecen en abundancia en la costa norte, en Wewak y Madang. En 2017 se levantó una polémica prohibición de vender y masticar nuez de betel en lugares públicos de Puerto Moresby, introducida en 2014 por el gobernador. Como la popular nuez siguió entrando de contrabando, los precios subieron drásticamente. La policía aplicó la prohibición con excesivo rigor, y en 2015 dos vendedores de nuez de betel murieron en Hanuabada después de que reservistas de la policía dispararan contra una multitud. El gobernador de Puerto Moresby introdujo otra prohibición de la nuez, restringida a una zona del distrito comercial de la ciudad en julio de 2023. Sin embargo, muchas personas se ganan la vida vendiendo nuez de betel, por lo que se resisten a las prohibiciones en sus zonas. En la isla Manus, los jóvenes se exponen a la piratería cuando utilizan pequeñas embarcaciones para viajar a la costa norte y comprar nueces de betel para comerciar, y varios han desaparecido.

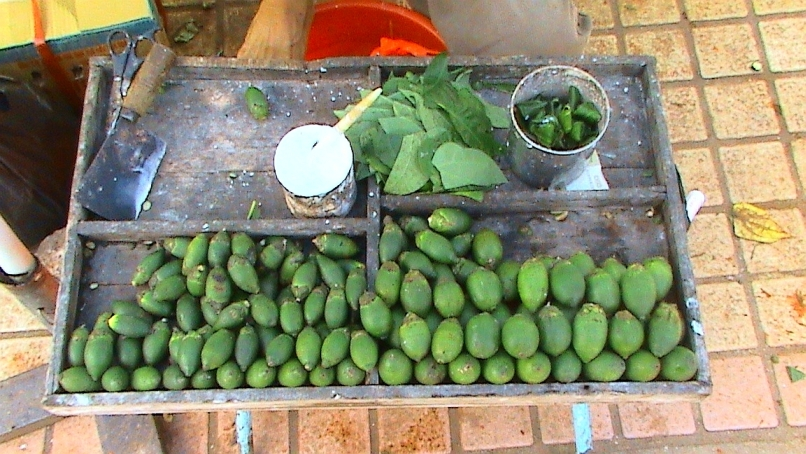
Nueces de areca vendidas en Hainan, China.

La masticación de la nuez de areca se ha introducido en Vanuatu, donde está ganando popularidad, sobre todo en las islas del norte del país.
En Guam y las vecinas Islas Marianas del Norte, masticar nueces de betel y areca es un pasatiempo social que sirve para extender la amistad, y puede encontrarse en muchas, si no en la mayoría, de las grandes reuniones como parte de la exhibición de comida.
En Palaos, la nuez de betel se masca con lima, hoja de gaitero y, actualmente, con tabaco. Tanto las generaciones mayores como las más jóvenes disfrutan con el uso de la nuez de betel, que se encuentra fácilmente en tiendas y mercados. A diferencia de Papúa Nueva Guinea y las Islas Salomón, donde se utiliza la nuez de areca interior, en Palaos se masca la piel de la nuez de areca junto con la lima, la hoja y el tabaco, y el jugo no se traga, sino que se escupe.
En Australia, la importación, el uso y la venta de nuez de areca están prohibidos, pero se ha vendido ilegalmente en varios supermercados del sur de Asia.

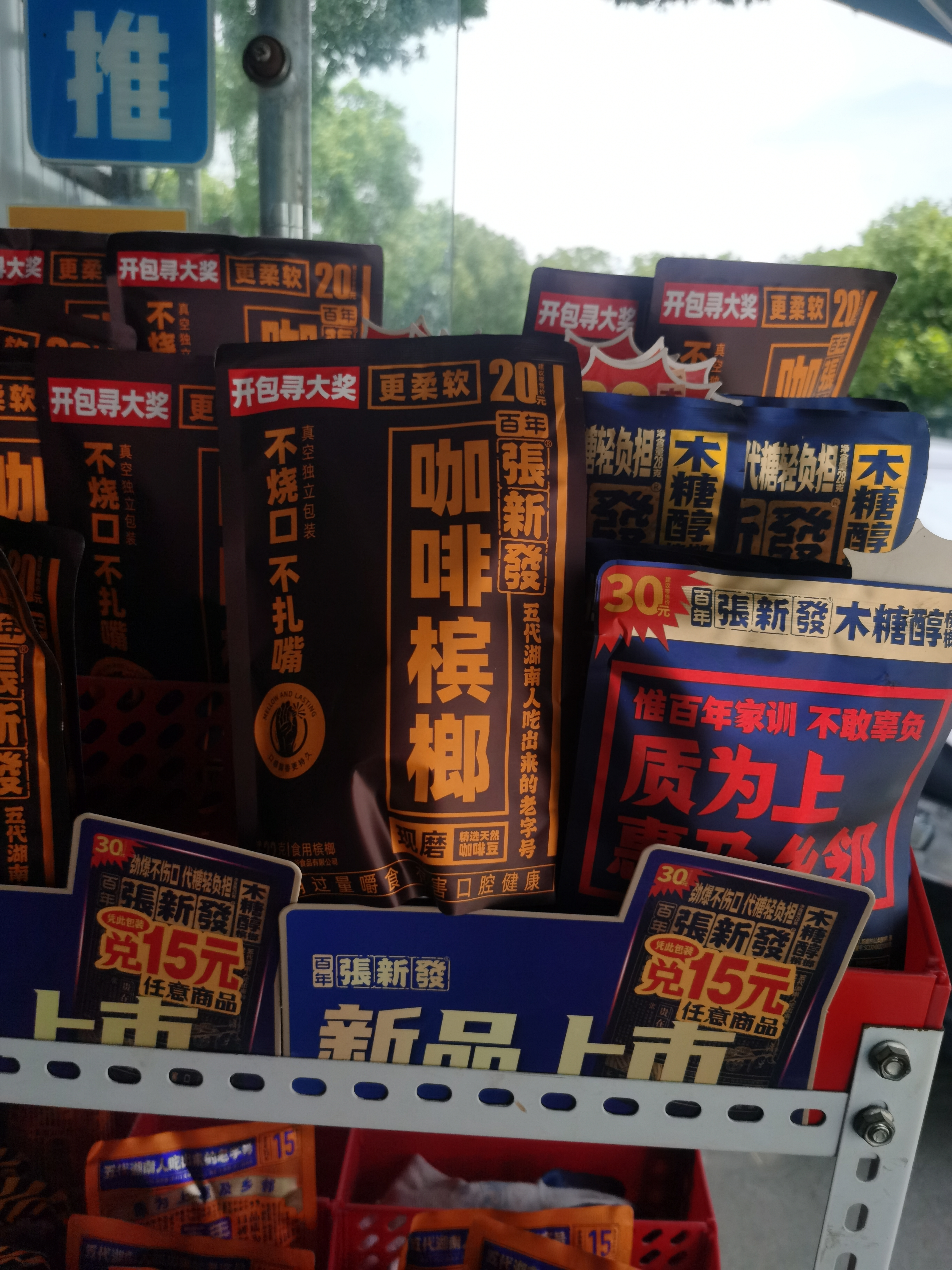
En China se exponen y venden varias marcas de nuez de areca.

### Asia Oriental
En Taiwán, un gran número de consumidores compra diariamente bolsas de 20 a 40 nueces de areca frescas. Para satisfacer la demanda constante durante todo el año, hay dos tipos de tiendas que venden betel y nueces, además de cigarrillos y bebidas, incluida la cerveza: Las pequeñas tiendas familiares, a menudo mal mantenidas y con fachadas discretas, y las tiendas que a menudo consisten en nada más que una única habitación independiente, o cabina. Suele estar elevado un metro por encima de la calle y medir menos de 3 por 2 m. Grandes ventanales ocupan dos o más de las paredes, lo que permite a los transeúntes una visión completa del interior. El interior suele estar pintado de colores vivos. Dentro de una tienda de este tipo, se puede ver a una joven vestida sexy, una "belleza de la nuez de betel", preparando nueces de betel y areca. Las tiendas suelen identificarse por los tubos fluorescentes multicolores (normalmente verdes) o las luces de neón que enmarcan los escaparates o que están dispuestas de forma radial sobre la tienda. Los clientes se detienen a un lado de la carretera y esperan a que las chicas les lleven la nuez de betel y areca a sus vehículos. El hábito de masticar nuez de betel se asocia a menudo con los sectores obreros, como el transporte de larga distancia, la construcción o la pesca. Los trabajadores de estas industrias intensivas en mano de obra utilizan la nuez de betel por su efecto estimulante, pero también se convierte en una herramienta para socializar con los compañeros de trabajo. Por ejemplo, los estudios han demostrado que masticar nuez de betel es frecuente entre los conductores de taxis, autobuses y camiones, que confían en el efecto estimulante de la nuez de betel para hacer frente a las largas jornadas de trabajo.Por estas razones, el cáncer oral se ha identificado como una de las principales causas de muerte en profesiones con altos índices de masticación de nuez de betel.

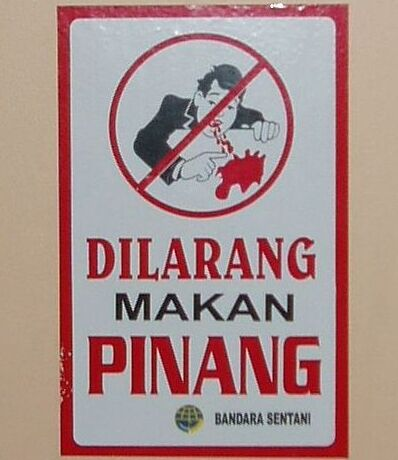
Cartel que indica que está prohibido masticar nuez de betel. Esta prohibición de buai es del aeropuerto de Sentani, Jayapura, provincia de Papúa, Indonesia.

En las provincias chinas de Hainan y Hunán, donde Xiangtan es un centro de uso y procesamiento, un amplio abanico de ancianos y jóvenes consumen a diario nuez de areca. La mayoría, sin embargo, consume la variedad seca de la nuez por sí sola, sin las hojas de betel. Algunas personas también consumen la nuez de areca cruda y fresca, con o sin hojas de betel. La nuez de betel la venden sobre todo las ancianas que se pasean por ahí intentando venderla, pero la versión seca se puede encontrar en la mayoría de las tiendas que venden té, alcohol y cigarrillos.

### Otros países
En Estados Unidos, la nuez de areca no es una sustancia controlada ni sujeta a impuestos especiales, y puede encontrarse en algunas tiendas de comestibles asiáticas. Sin embargo, la importación de nuez de areca en una forma distinta a la de granos enteros o tallados puede ser detenida a discreción de los funcionarios de aduanas de EE. UU. por infracciones alimentarias, agrícolas o de drogas medicinales. Este tipo de acciones por parte de las aduanas son muy poco frecuentes.
En el Reino Unido, la nuez de areca es fácil de conseguir.
La posesión de nuez u hoja de betel está prohibida en los EAU y es un delito punible.

## Topónimos
Lugares como Guwahati (গুৱাহাটী) en la India, Penang en Malasia, Ko Mak (เกาะหมาก) en Tailandia, Fuvammulah en Maldivas y Binlang Islote en Taiwán han sido bautizados con el nombre de la nuez de areca.

## Producción
En 2017, la producción mundial de nuez de areca fue de 1,3 millones de toneladas, y la India aportó el 54% del total. Como otros productores destacados, Birmania, Indonesia, Bangladés y Taiwán aportaron conjuntamente el 38% del total mundial (tabla).
| País                            | Toneladas (2017) |
| ------------------------------- | ---------------- |
| India                           | 723,000          |
| Birmania                        | 147,524          |
| Indonesia                       | 136,837          |
| Bangladés                       | 119,039          |
| República de China              | 102,165          |
| Mundial                         | 1,337,115        |
| Fuente: FAOSTAT, United Nations |                  |